# Power to All Our Friends
Power to All Our Friends ist ein Poplied, das von Guy Fletcher und Doug Flett geschrieben wurde. Mit dem Lied nahm Cliff Richard beim Eurovision Song Contest 1973 teil und belegte damit den dritten Platz. Es war das zweite Mal, dass Richard am Eurovision Song Contest (nach 1968 mit Congratulations; Platz 2) teilnahm.
Die Single belegte 1973 Platz 4 in den Singlecharts des Vereinigten Königreichs und der Bundesrepublik Deutschland.

## Chartplatzierungen
| ChartsChartplatzierungen     | Höchstplatzierung | Wochen/ Monate |
| ---------------------------- | ----------------- | -------------- |
| Deutschland (GfK)            | 4 (19 Wo.)        | 19 Wo.         |
| Österreich (Ö3)              | 7 (3 Mt.)         | 3 Mt.          |
| Schweiz (IFPI)               | 3 (13 Wo.)        | 13 Wo.         |
| Vereinigtes Königreich (OCC) | 4 (12 Wo.)        | 12 Wo.         |

## Coverversionen
- Séverine ’Il faut chanter la vie’
- Peter Holm ’Il faut chanter la vie’
- Frank Schöbel ’Gut, dass es Freunde gibt’
- Los Sirex ’Todo el poder a los amigos’
- Ricchi e Poveri ’1+2=3’
- Paschalis Arvanitidis ’Φίλοι και αδελφοί’

## Sonstiges
Cliff Richard selbst nahm das Lied 1973 unter dem Titel Gut, dass es Freunde gibt auf Deutsch auf.
Das Lied enthält einen Solözismus. Die Textzeile "laying down in Monte Carlo" ist grammatikalisch falsch und müsste "lying down in Monte Carlo" lauten. Bill Cotton, der damalige Chef der BBC, bat Richard darum, beim Finale des Eurovision Song Contest den Text grammatikalisch richtig zu singen.